# Seiji Nishimura
Seiji Nishimura (jap. 西村 誠司, Nishimura Seiji; * 9. Juli 1956 in der Präfektur Kumamoto, Japan) ist ein japanischer Karate-Meister. Er besitzt den 7. Dan JKF Wadōkai und gilt als einer der erfolgreichsten Nationaltrainer der Japan Karatedo Federation (JKF).

## Leben

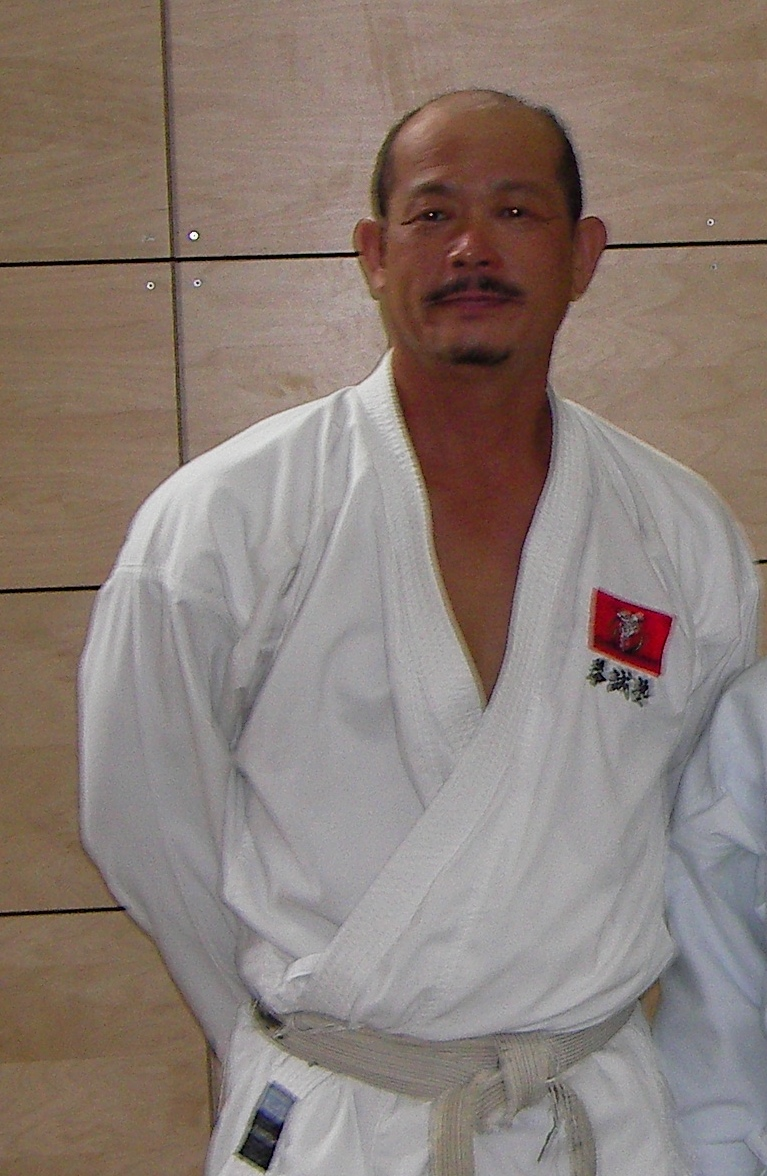
Seiji Nishimura (2008)

Geboren und aufgewachsen in der Präfektur Kumamoto, begann Seiji Nishimura im Alter von 15 Jahren mit dem Karatetraining. 1982 gewann Nishimura die WKF Weltmeisterschaft im Kumite.
Nishimura begann nach seiner aktiven Wettkampfkarriere die japanische Karate-Nationalmannschaft zu trainieren; in 15 Jahren als Trainer der Nationalmannschaft hat er zahlreichen Karateka durch seine Trainingsmethoden und seiner Erfahrung zu internationalem Erfolg verholfen: beispielsweise gewann Manabu Takenouchi unter Nishimura 1994 die nationalen Meisterschaften im Kumite.
Seit 2016 ist Nishimura Senior Director der JKF Wadokai.

## Verschiedenes
Seiji Nishimura praktiziert neben Wadōkai auch noch den Gōjū-ryū sowie den Kushin-ryū-Stil. Er selbst bevorzuge jedoch den Wadō-Stil wegen seiner technischen Vielfalt und Effizienz. Nishimura unterrichtet in seinem eigenen Dojo sowie an der Universität Fukuoka. Außerdem gibt er wöchentlich Seminare in ganz Japan sowie im Ausland; er ist Stammgast beim jährlichen Karate Sommercamp in Ravensburg und beim größten Karate Sommercamp Österreichs in Neuhofen an der Krems.